# Miki Mistrati
Miki Mistrati (født 31. januar 1968) er en dansk journalist, der var nyhedschef og Ledende Redaktør for Ekstra Bladet. Manden bag Jagten, online-dokumentaren SnapDocs og online-debatprogrammet Frontalt. Sendes på Ekstrabladet.dk. Nu ejer af ByMikiMistrati 
Mistrati har tidligere produceret over 50 dokumentarfilm., bl.a. gennem sit medejerskab af Bastard Film. Han har arbejdet for DR1, DR2, TV2-Nyhederne, Nordisk Film & TV, Bastard Film. Blandt hans dokumentarfilm er Den hemmelige tjeneste fra marts 1998 der førte til PET-kommissionen og Terrorist ved et tilfælde med Nagieb Khaja fra 2009.
Han er desuden medforfatter til Den Hemmelige Tjeneste – da PET blev afsløret fra 1999 og Magtens Bog fra 2002. I 2008 debuterede han som romanforfatter med bogen Solo.
Han er far til fodboldspilleren Vito Hammershøy-Mistrati.

## Priser
- Nils Uferprisen – Mindelegat for unge besværlige journalister 2000
- Nyhedsprisen 2002
- Cavlingprisen 2004. Sammen med journalisterne Thomas Stokholm, Jeppe Facius og Anders-Peter Mathiasen for deres dækning af Dan Lynge-sagen.[6]
- Victorprisen 2008. For dokumentarudsendelsen Opera – Med døden i kulissen[7]
- Dokumentar-prisen 2009
- UNDPI Bronze 2011
- Tutti Nello Stesso Piatto International Film Festival 2011.
- The World Television Award 2014
- Desuden nomineringerne: Cavlingprisen x 3, TV-Oscar x 2, Årets Dokumentar, Årets Program, Nyhedsprisen, IDFA 2009, Roma Fiction Festival 2009 og 2010. Hampton International Film Festival 2010. Shanghai TV Festival 2011. FN's internationale Film Festival 2011. Adolf Grimme Prize 2012. Cinema for Peace 2012. Festival delle Terre 2013. Food+Media Prize 2013. Lands Festival 2013. UNAFF Award 2013. One World Award 2014. Web Program Festival Intnl 2014.

## Udpluk af film og tv-udsendelser
Rockerkrig, Den Hemmelige Tjeneste I-III, Sagen Elisabeth Wæver, Storhed og Fald, Livvagten, Skønhedsdronningen, SOS – nødråb fra et sygehusvæsen, Politiagenten I-II, Eksperimentet Isolation, Den Store Dræber, Pornobranchen på vrange, Gådefuld Død I-II, Æresdrab I-II, Svigt på Fælledgården, Bostedet Sjælør, Er Du Åndssvag?, 
- Opera – Med døden i kulissen (2007). Om arbejdsforholdene for kinesiske granithuggere der leverede stenene til A.P. Møllers Operahuset.[8]
- Spøgelsesbilisten
- Terrorist ved et tilfælde
- Dømt for Terror (2010). Om en muslim fra Danmark der blev dømt for terror i Bosnien i forbindelse med Terrorsagen fra Glostrup.[9]
- Chokoladens Mørke Side (The Dark Side of Chocolate, 2010). Om nutidig børneslaveri-lignende forhold i kakao-plantager i Elfenbenskysten.[10]
- Lyssky chokolade (Shady Chocolate, 2012). En undersøgelse af den internationale chokoladeindustri og dens påstande om, at de bygger skoler og uddanner den lokale befolkning i det kakaoproducerende land Elfenbenskysten [11]
- Jagten på Slavebørn Arkiveret 13. juli 2014 hos  Wayback Machine En SnapDocs (2013), der afslører, at trafficking af børn fra Burkina Faso ender i chokoladeindustrien
- Smertefuld Sandhed Arkiveret 12. juli 2014 hos  Wayback Machine En SnapDocs (2013), der sætter kritisk fokus på incest på Færøerne
- Jagten på mistænkt Morder Arkiveret 5. juli 2014 hos  Wayback Machine En SnapDocs (2014), der finder frem til manden, der er mistænkt for mordet på Jonas Thomsen

## Henvisning
1. 1 2  "Miki Mistrati (person)". Arkiveret fra originalen 9. oktober 2010. Hentet 15. august 2010.
2. 1 2  "Miki Mistrati / profile". Det Danske Filminstitut. Hentet 15. august 2010.{{cite web}}:  CS1-vedligeholdelse: url-status (link)
3. ↑  Jakob Kehlet (21. marts 2007). "Stigende pres på dokumentaristerne". Journalisten.dk. Hentet 15. august 2010.
4. ↑  Ulrik Dahlin (23. juni 2009). "Amatørfotoet, der førte til PET-Kommissionen". Information.
5. ↑  Preben Høj Holmberg (15. november 2008). "Udvikler medieverdenen sig til ren prostitution !?..Miki Mistrati giver sit bud, med romanen/krimien "Solo"". Kommunikationsforum.
6. ↑  "Cavling til Ekstra Bladet og Bastard". Arkiveret fra originalen 16. november 2012. Hentet 19. februar 2012.
7. ↑  Ekstra Bladets Victor-pris går til Miki Mistrati
8. ↑  Opera – Med døden i kulissen
9. ↑  Dømt for terror, DFI.
10. ↑  Dokumania: Chokoladens mørke side (Webside ikke længere tilgængelig)
11. ↑  "Lyssky chokolade - dr.dk/tv". Arkiveret fra originalen 11. april 2016. Hentet 26. december 2012.